# 莫妮卡·安德森
莫妮卡·安德森（？—）是一名美國計算機科學家，阿拉巴馬大學計算機科學系副教授。安德森從事機器人學研究，著重於多代理系統、多機器人系統和使用者介面。安德森在2008年獲得UPE優秀教學獎並在第23屆AAAI人工智慧學術會議上共同組織了AAAI 2008移動性和操控性研討會。

## 教育
安德森於1990年在芝加哥州立大學獲得計算機科學學士學位，並於2006年在明尼蘇達大學獲得計算機科學與工程博士學位。

## 研究工作
安德森是阿拉巴馬大學計算機科學系分布式自治實驗室的主任，該實驗室包括幾個與多代理、多機器人系統和使用者介面有關的項目，以及他們對信任的影響。這些項目的成果包括確定減輕操作者對自主系統信任的因素，利用機器人技術提高計算機科學入門課程的自我效能機制，以及改進自主設備框架設計的方法。